# ザドルガ
ザドルガ（ラテン文字：Zadruga、キリル文字：задруга）とはバルカン半島のスラヴ人らによって主に営まれた父系制の家族制度のこと。
中世から19世紀前半、ブルガリアからクロアチアにかけての南スラヴ人らが多くすむ地域において共通に見られた。

## 定義
主にセルビア人、クロアチア人らの間でザドルガと呼ばれるこの制度は父親、息子などの兄弟、その妻や子供らが同居する大家族共同体を成しており、兄弟らは平等な立場であった。この共同体はアメリカのザドルガ研究家フィリップ・E・モズリーによれば「二つ以上の生物学的小家族からなる世帯で、血縁または養子関係で密接に結びつき、生産手段を共有し、生活手段の生産と消費を共同で行い、その財産、労働、生活の管理を共同で行なうもの」として規定されているが、その他にも多く論争が生じており決定には至っていない。
古くはステファン・ドゥシャンの制定したドゥシャン法典にも記載があるが、これは微々たるものであり、さらにオスマン帝国がバルカン半島に進出したことにより、キリスト教徒とオスマン帝国との戦いにより教会や修道院の文書、個人が所有していたと思われる文書もほぼ失われており、さらには過去にバルカンの人々のほとんどが文盲であったことが災いしている。
現在、存在する文書はドゥブロヴニクとイスタンブールに存在するものが中心であるが、この内容もザドルガの社会的、経済的なものを理解することには利用できるが、ザドルガという組織の細部まで窺いしることはできない状態である。そのため、近年までバルカン半島各地に残された伝統を調査することにより、ザドルガの研究が進められている。
ザドルガ自体は1970年代にいたってもコソボには生き残っており、コソボのアルバニア人ザドルガの調査を行なった社会学者V・S・エリッチによればコソボのアルバニア人らによるザドルガは今後も生き続けると推測している。

## 各地域における特色性
ザドルガ自体はバルカン半島の山がちな地形や異民族の侵入から身を守る必要性の中、結束を高めるために生まれた組織とする考え方もあり、その組織の細部については地域において違いが見られる。
モズリーによるとボスニア中部においてはクロアチア人、セルビア人、イスラム教徒の各ザドルガが一つの谷に同居していたが、それぞれ独特の呼び方、挨拶、宗教的慣習の違いなどが見られるが基本的な部分でも違いは見られない。そのため、ザドルガの様式は宗教や民族という枠が持ち込まれる以前から存在した組織であるとしている。
さらにモズリーは、ザドルカはオスマン帝国の支配を受けてそれに抵抗を行なった地域、（ボスニア・ヘルツェゴビナ、クロアチア西部、マケドニア北部・中部、アルバニア中部）、比較的豊かであった地域（クロアチア、スラヴォニア、1912年、トルコと戦う前のセルビア、ブルガリア西部・中部、マケドニア南部、アルバニア南部）、氏族制が中心であった山岳地域（1912年以前のモンテネグロ、アルバニア北部）に分けられるとしており、以下の例はオスマン帝国の支配を受けたヘルツェゴビナ地域、比較的豊かであったクロアチア地域、氏族制が中心であり山岳地帯であったマケドニア地域のそれぞれの特色について記述する。

### ヘルツェゴビナ

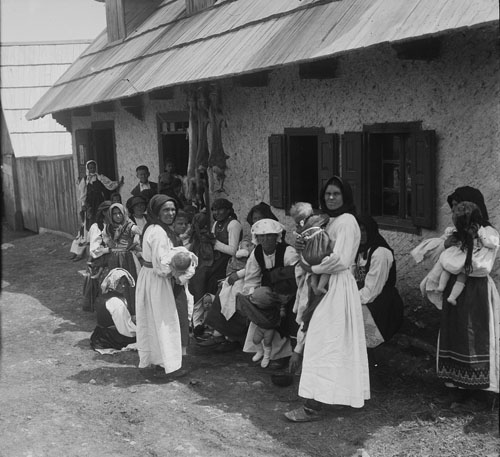
ボスニア・ヘルツェゴビナの人々、1906年

以下の例は東ヘルツェゴビナ、ビレチャ・ルディネ郡のヴチニッチ家を中心としたザドルガを元にしたものである。
ザドルガは小さな国家の態を成しており、主権が家族全体に存在、その執行権は年長の男らが勤める家長が所有していた。通常、家長はその家族の中でも最年長の者が選ばれるが、能力によっては別の者が選ばれることもあり、女性が勤めることもあった。家長は家族の財産の管理や諍いの裁定、家族の仕事割り当てを決定することを執り行った。そのため、失敗があった場合や地位の悪用があった場合は他の人と取り替えられる事もあった。
主婦（ドマチツァ）は家の仕事を受け持つがそれは家長の母か妻が受け持つが、別の既婚女性が受け持つ事もあった。女性らは朝、男性らよりの早く起きて仕事を行い、嫁は舅（スヴェカル）や姑（スヴェクルヴァ）に敬意を払わなければならなかったが、女性らが核家族に対して贔屓を行なうために諍いが生じる事もあった。しかし、女性らの地位が低かったわけではなく、「家は土地で持たず、女でもつ」という諺が存在するように母親や姉妹らは尊重され、保護されていた。

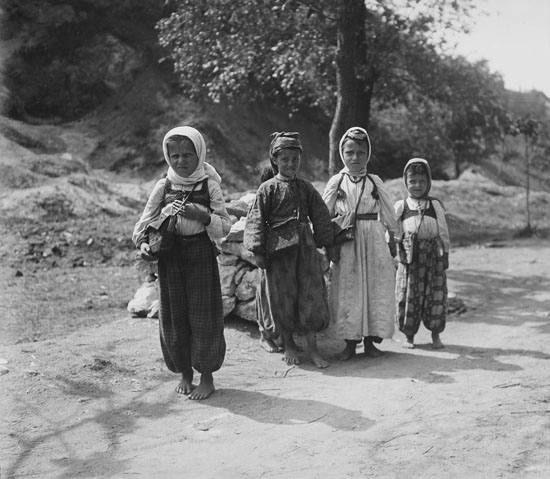
ボスニア・ヘルツェゴビナの子供たち、1906年

サドルガ内では老若男女を問わず自らの役目を果たさなければならず、少年少女であっても大人と同じ仕事を果たすこともあった。
ザドルガは一種の財産所有組合のようなものであったが、個人が財産を所有することも認められていた。近代におけるザドルガ法でもこれは認められており、その財産は直接の相続人に相続されることとなっていた。ただし、この個人財産が原因でサドルガの各家族が独立することによりザドルガが崩壊することもあった。
ザドルガは血縁に基いていたため強い結びつきを持っていた。そのため、男性側の血縁（ムシュカ・クルヴ）、その中でも深い血縁（デベラ・クルヴ）、女性側の血縁（ジェンスカ・クルヴ）、浅い血縁（タンカ・クルヴ）という呼び方からも男性系の血縁が重視されており、父系での相続が優先されていた。また、父系と母系で甥や姪の呼び方が異なり、母方の血縁を父母の母親以上にさかのぼる事はなく、母方の又従兄弟同士は結婚できたが、父方では7代以上さかのぼらないと結婚することはできなかった。

#### クムストヴォ
それぞれザドルガは婚姻を通じて身内（スヴォイタ）を増やして行くが、こうして関係ができた親戚を「同輩（プリヤテリ）」と呼び、同輩や身内の数でその家の威信が決まる事となった。また、その他、「クムストヴォ」と呼ばれる関係も存在しており、これは「クム（証人）」を必要とする洗礼と結婚に関連して「洗礼クムストヴォ（クルシュテノ・クムストヴォ）」と「婚姻クムストヴォ（ヴェンチャノ・クムストヴォ）」が存在した。「洗礼クムストヴォ」は洗礼の時に名付け親になったことにより、その関係が発生し、「婚姻クムストヴォ」は結婚の際、仲人を務めることにより発生する。「クムストヴォ」は人工的な身内であり、一説によれば、キリスト教以前の慣例に起源があるとする説や教会へ新たに入信したものに古くから信者であったものが後見人を務めることが起源とする説などがある。
ザドルガの人々は「クムストヴォ」を尊重して誇りにしており、ザドルガが分解した場合でも「クムストヴォ」を分け合うこととなり、それぞれの人々が「クム」として選ばれることとなった。この「クム」は過去に相手の家族を殺害したことがあったとしても相手方の「クム」となれば罪が許される事から、過去に諍いが生じた家同士が「クム」になることを進められることもあった。後に共産主義政権下で「クムストヴォ」制度はその重要性を失ったが、それでもセルビア人らの大半は「クムストヴォ」を重要視していた。

#### 相続
相続問題に関しては父系優先で行なわれており、ザドルガに所属する男性ら全てに財産を受け取る権利があり、これは勘当された息子や別の場所で働く息子なども含まれていた。ただし、一代で財産を成した場合はザドルガで最も尽力した者が受け取る事になっていた。ビレチャ・ルディネでは女性が土地を受け取る事を禁止しており、ザドルガに所属する女性はサドルガが負担した「嫁入り道具（オトプレムニナ）」が与えられるだけであった。女性らは結婚と同時にザドルガでの権利、財産を捨てなければならず、財産を継ぐ直系の男性が4代下がっても存在しない場合でも女性は財産を受け継ぐ事はなかった。そしてさらに女性らが得た個人財産は全てザドルガに所属を移す事が命令されることもあり、唯一の受け継ぐケースは寡婦になった時や孤児になった時などの極稀なケースにあるのみであった。
この習慣法はオスマン帝国に占領される以前からモンテネグロの慣習法として持ち込まれたものであり、オスマン帝国による占領後、イスラム法が及ばないキリスト教徒らの住むこの地域ではイスラム法ではなく、この慣習法が適用されていた。その後、ビレチャ・ルディネはオーストリア＝ハンガリー帝国に占領された事によりオーストリア民法が適用されたが、この分野に関してはこの慣習法が適用され、それはユーゴスラビア王国の時代にも受け継がれていた。しかし、ユーゴスラビア社会主義連邦共和国が成立すると女性も遺産相続を受ける事が規定されこの慣習法は廃れた。

#### 薄れる存在意義
19世紀前半、近代化が進んだ地域ではザドルガの崩壊が始まった。それでも社会的、経済的に発展の遅れた地域ではザドルガ形態の生活スタイルが残されていたが、第一次世界大戦後、ユーゴスラビアが独立したことにより、ビレチャ・ルディナにおいても近代化が進むこととなった。さらに新たな政治秩序、経済条件が現れる事により個人所有、個人の自由を求める空気が生まれたがこれがザドルガへの逆風となった。
近代以降、多くの人々が職を求めて町へ出て行き収入が増える事によりザドルガよりも良い生活を手に入れるとザドルガへ戻ることが苦痛となっていた。そして学校が設立されたことによりザドルガの男性らは町の学校へ通う事となったが、村の生徒と町の生徒らが交流することによりザドルガが旧式の生活であると見下される風潮ができ、さらには村の人々が旅行する機会ができたことにより村の人々の視野が広がることもザドルガの崩壊を助長させることとなった。
こうしてザドルガは存在意義を失ったが、ビレチャ・ルディネではザドルガが残る事もあったが、これは必要性というよりはそれまでの伝統や財産分与の問題を避けるため、それまで村で得ていた威信を核家族に分裂する事により失うという理由などで続いているものであった。

#### 解体と崩壊
ザドルガ自体の解体は長い時間をかけた話し合いにより行なわれるが、ボスニア・ヘルツェゴビナではザドルガの分割については特定の月、もしくは特定の週、特定の日が慣習によって決まっていた。ザドルガの所持する財産の分割は通常、立会い人、仲裁人が介入することになり、家屋、家具、耕作地、非耕作地、家畜、農作業用の道具、貯蔵食料、羊毛などがその対象となった。ただし「ウリャニク（蜂の巣のある場所）」だけは分割されずに竈を守る人が受け継ぎ、また、果樹園、果樹、脱穀所は共有財産として扱われる事もあった。ただし、分裂した家族が同じ家屋を分け合うことがあった。
しかし、ザドルガが分解した後もその生活様式が残されることとなり、ザドルガから分裂した各核家族が強い血縁関係からお互いに協力を行う事があった。ただし、この協力関係は家族の規模や受け取る収穫の受け前がどうであれ、払う税金が同じ額であった関係からお互いに満足できるものでない場合もあった。
ザドルガの崩壊はザドルガの人々の三世代目が適齢期に結婚することにより自然に始まった。

### クロアチア
以下の例はスラヴォニア地方、ヴァルポヴォ郡、ゼルチン村のヴァルジッチ家を中心としたザドルガを元にしたものである。
クロアチアでザドルガは「クーチャ」、「ザドルガ」、「ドゥルジナ」という三つの言葉で指し示されていた。「クーチャ」は日常に使われる名称で、「ザドルガ」は法的、もしくは財産所有単位である家族を指し示す場合に使用され、「ドゥルジナ」には大所帯や一団の意味がありザドルガの構成員が自らを呼ぶ際に使用されるものであった。
ヴァルジッチ家のザドルガはハプスブルク帝国時代の1848年、クロアチア総督であるヨシップ・イェラチッチがクロアチアを農奴制から解放した時に生まれたものであったが、1900年に分裂を経験しており、その後、ハンガリー貴族から土地を購入したりして1938年当時、ゼルチン村で一番有力なザドルガであった。
ザドルガの「敷地（ドゥヴォール）」は主に「母屋（スターラ・クーチャ）」、「寝屋（キイェル）」、「中庭」、「納屋（ハンバル）」、「薪小屋（シューパ）」、「鶏小屋（ココシャニャック）」、「豚小屋（スヴィニャッツ）」、「豚囲い（トール・ザ・スヴィニェ）」、「トウモロコシ小屋（チャールダク）」、「農具小屋（ヴェシュクイナ）、「荷車小屋（コルニツァ）」、「干草棚（シュタガリ）」、「馬小屋（シュターラ・ザ・コーニェ）」、「調理小屋（ペチャール）」などがあった。
ザドルガの家畜は「ザドルジュノ（ザドルガ所有物）」と呼ばれ、ザドルガの所有物であったが、個人の財産所有が禁止されていたわけではなく、衣服や楽器等が存在した。さらに「妻の持参金（ミーラズ）」や「遺産相続」、「嫁入り道具（オトプレムニナ）」などがあった。しかし、嫁入りした女性は嫁いだ時点でザドルガに男性が所属している限り、全ての相続権を失った。ただし、ザドルガが崩壊して核家族化が進むと女性が受け継ぐ場合もあった。さらに1890年代以降は持参金代わりに娘が土地を受け継ぐ事もあった。
ただし、基本的には持参金代わりに土地を与える事や土地の相続権を女性に与える事は消極的であり、20世紀に入ると女性が土地を相続したことにより、ザドルガが分裂することもあった。

#### 組合組織
ゼルチン村では「ゼルチン土地組合」が1860年代に創設されており、共同使用される牧草地や森林の管理を行なっていた。そのため、牧草地を所有しないザドルガは組合を通じて放牧用の場所や薪、建築用資材を得るために森林の一部が共同で割り当てられる仕組みになっていた。さらに雄牛を組合所有の「村民館（セオスカ・クーチャ）」の「雄牛小屋（ビカラ）」で飼い、牧畜組合としての機能もあわせて持っていた。
また、ゼルチン村を含めた82の村が「灌漑共同組合（ゼルチン村の場合、ドルミ・ミホリャック水利協同組合という名称であった）」に所属しており、1938年の時点ではクロアチア農民党の代議士が組合長を勤めていた。ただし、この組合は過去にハンガリー貴族らが農民らを強制的に加入させたため、評判はよくなかった。

#### 人々の意識
ザドルガの人々らは村の学校以上の教育を受けることがなかったため、農民意識を失うことはなく、商人や職人、役員などになって村外で暮らす事を考えていなかった。そのためザドルガの生活様式を守る事が中心となり、財産の扱いや数々の問題もザドルガ内の集団意識とザドルガのアイデンティティを元に扱われた。そしてザドルガは村と密接に結びついており、他の村の人々と同じ感覚を失わうこともなかった。
しかし、交換経済が広がり、それまでの慣習法にかわる成文法が成立したこと、個人主義が台頭してきたことによりザドルガが崩壊へ向かう事となる。

#### ザドルガの分割
1870年、1874年に民政クロアチアにおいてザドルガに関する一般法が制定されたが、この中には嫁いだ女性への相続権の認可、ザドルガ内で一人でも申し出があればザドルガの分解が行える事が認められ、1889年にザドルガ分割の規定が多少なりとも制限されたとしても分割は認められたままであった。
しかし法律が成文化はされたが、それまでの慣習法が用いられる事が多く「先祖伝来の土地」、「買い足した土地」
「家畜」、「建物」についてはそれぞれ違う原則が用いられていた。そのため、互いの利益や法解釈について慎重に話し合いが行われる事が多かった。

### マケドニア

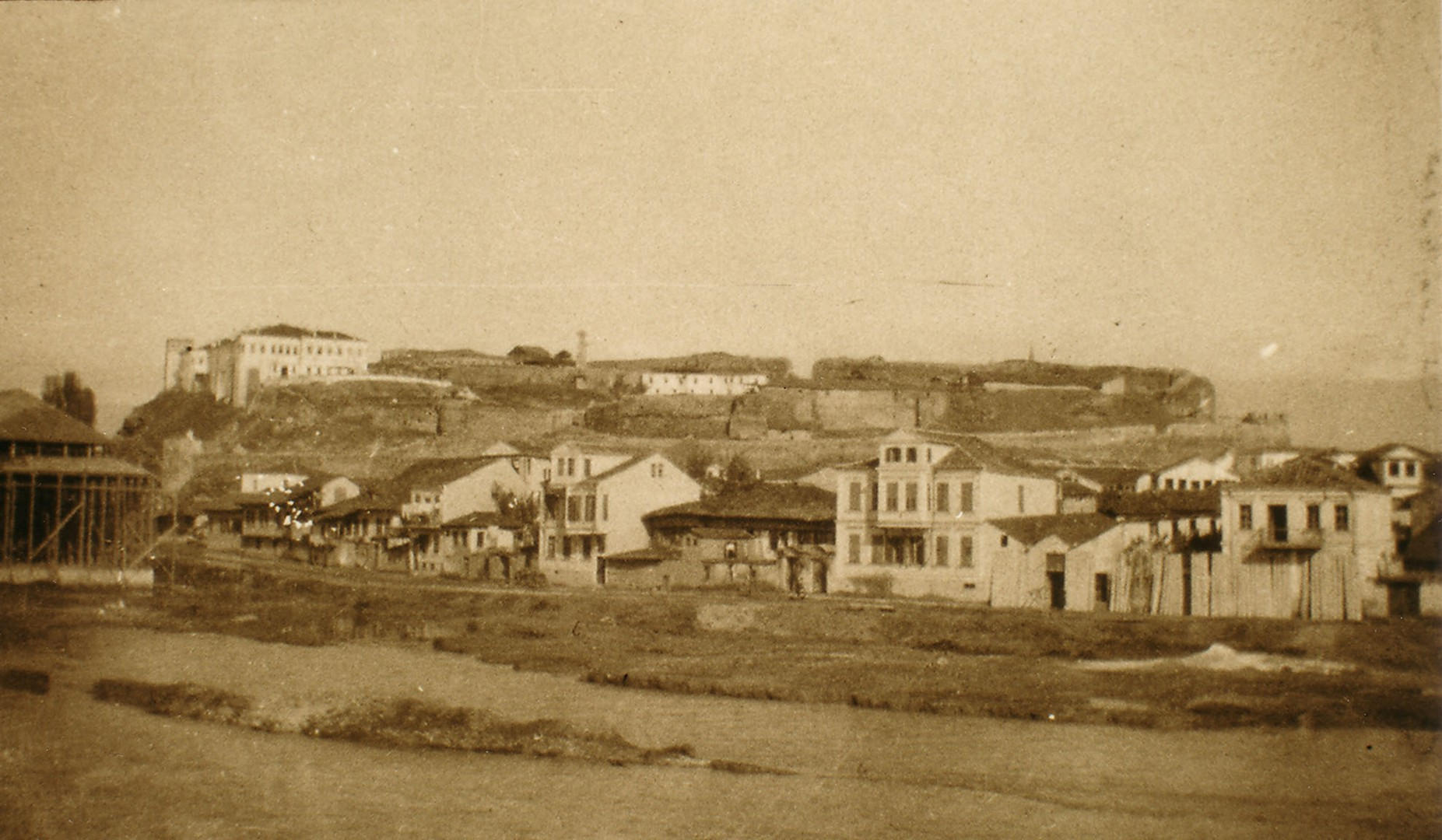
スコピエ、1903年

以下の例はマケドニア、スコピエ近郊のアルバニア系であるマフムット一族を中心としたザドルガを元にしたものである。
マケドニアにおけるイスラム教徒が多く定住するスコピエ近郊では「モフラ」と呼ばれる隣組を形成しており、さらに父系を同じくする「モフラ」は「フィス」を形成していた。この「フィス」はアルバニアまで遡る事ができ、過去には土地の共同保有組織であった。後に土地の共同保有組織としての機能は失ったが、同族組織として存在しており冠婚葬祭などの財政的、経済的負担を共同に行なっており、同じ「フィス」に所属していれば男女関係無く自由な関係を保つ事となっていた。この「フィス」が違う場合、婚姻や親しい付き合いが行われる事もなく、女性同士の付き合いさえも存在せずに重要な用事がない限りは訪問し合うこともない。ただし、隣の家とは家系や姻戚関係がなくとも何かしらそれに近い地位を占めており、農業や家事の上で協力し合いっていた。
マケドニアにおけるアルバニア系ザドルガでは土地や所得などの物質的富、家の繁栄、名誉などの非物質的富が共有されていた。土地は購入することにより増える事があったが、相続により父親の所有地が息子たちに均等に分割されるが娘には与えられなかった。ただし、生前に財産が分配される場合は税務当局に財産を分配したことが正式に登録されることはなかった。さらに息子が国家公務員であった場合も財産分与の申告は行なわれず、財産分与を受けた息子が便宜を受けるようになっていた。ただし、婿の父親に土地を受け継がせる息子が他に居ない場合は義理の息子が同居してこの土地で耕作を行い、後にその義理の息子の子供に土地を相続させる特殊なケースも存在した。他の方法しては娘と同居するために土地を売り払い、その売却益を娘の夫に与える事により、再度土地を買うというケースも少数ながら存在している。

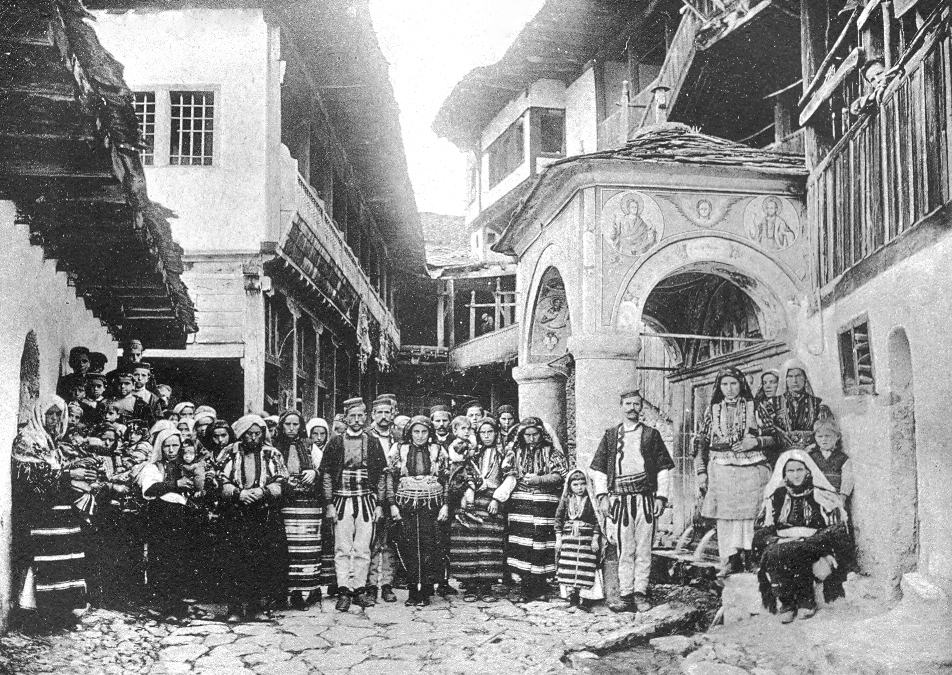
マケドニアの人々

村から人が移住する際に土地を購入する機会が生まれる事となり、第一次世界大戦後や冷戦下の1950年代にトルコ人らがトルコへ移住した際にその機会が生じている。その他、就職先を見つけるための移住や「ベラ」と呼ばれる諍いが原因で移住するケースもあった。移住することを決断した人はまず自らが所属する「フィス」の人々、次に「ミク（姻戚）」関係のある人、もしくは所有する土地に隣接する人に土地売却の話を持って行く事になるが、このいずれの方法でも売却が成立しない場合、だれでも買えることになる。
しかし、第一次世界大戦後、ユーゴスラビアでは牧畜が盛んに行なわれ、山羊や羊の飼育が行なわれたが第二次世界大戦以後は山羊の飼育が禁止され、羊の牧畜も数を減らす事となり、ロバや雌牛をそれぞれ1頭、役畜である雄牛2頭、羊が数匹というのが大半であった。
ザドルガでは「昼働かない者は夜のパンにありつけない」という諺が示すように家族の一人一人が農業労働に依存している。ユーゴスラビア時代に至ると男性らは農業、国家公務員、企業で働く、国外へ出稼ぎ労働を行なうのいずれかで収入を得る事となるが、家庭内で消費される食材等のほとんどがザドルガ内で生産され、一部のものが購入されるような状態であった。また、それぞれのザドルガは林を所有しており、薪などはその林から集められていた。
国家公務員であろうがどうであろうが男たちは農業を営んでおり、公務員を定年退職した者も何らかの形で家事を手伝っていた。また、嫁たちは家事の大半を担っており、週単位で仕事を交代していた。そして、子供たちらは6歳になると家の雑務を手伝うことになっていた。
このザドルガ内では自尊心や名誉が不可欠な存在であり、さらに富も重要な地位を占めていた。この名誉の中にはイスラム教の教えを守る事も含まれており、娘、息子の結婚させることも重要なものであった。姻戚関係を結ぶと相手方は「ミク（姻戚）」となり、家同士が協力し合う関係となり、相互扶助をお互いに果たす事になる。ただし、富も名誉もない家の場合、男は自分の姉や妹を相手方に差し出す代わりにその相手方から嫁を迎えることなどが行なわれており、スコピエ近郊の村では12.3%の家がその手段で嫁を迎えていた。
さらに子供が生まれるまでは試用期間と同じような存在であり、2-3年の内に子供が生まれない場合、離婚される可能性もあったため、はやく子供を欲しがることが多かった。しかし、これは単に自らの地位を守るためのものではなく、早い内に息子が生まれれば息子が成長するに従って仕事の負担が減りることになり、さらに息子が嫁を迎える事によって家事の大半を息子の嫁に引き渡すことが可能になるためという要因も存在した。さらに息子は一人では足りないとすることも多かった。
そして娘が生まれた場合、早いうちから家事を手伝わせることができるため、息子よりも重宝されることがあった。しかし、娘の場合、よその男と関わりを持たないようにさせなければならず、さらに駆け落ちなどをしないようにしなければならないため、悩みの種となっていた。
このようにマケドニアのイスラム系アルバニア人らの女性たちは父系社会の中で子供を生みその家族を繁栄させるための重要な存在であったが、必ずしも恩恵を得られる立場ではなかった。
ザドルガでは家の繁栄が重視されており、それに個人の利益が付随する形で成り立つ経済単位であった。各ザドルガ同士の相互関係が維持されることにより、家の名誉が高まり嫁を迎える事が容易になるようになっていた。しかし、女性たちの存在は危ういものであり、自らが属する核家族を重要視していたため、これがザドルガの分裂要因と化していた。各家族では子供が多く生まれる事を望んでいたが、これは男女の間で思惑の違いがあり、男性らは労働力の補充と老後の保障を考えていたが、女性らはザドルガ内での夫の地位の安定と自らが属する核家族が大家族から分離できる状況を作り出す事を考えていた。
この時代、マケドニアにおけるイスラム系アルバニア人らは出生率が高かったが、これは上記要因と女性らが外で働くことが許されないためであったが、この当時、イスラム系アルバニア人らはこの変化を望まない風潮が深く根を張っていた。